# Towarzystwo Przyjaciół Ludu
Towarzystwo Przyjaciół Ludu (Związek Przyjaciół Ludu) – polska organizacja spiskowa, działająca w Galicji w latach 1833–1835.
Organizacja została założona w 1833 w Galicji przez Lesława Łukaszewicza i Seweryna Goszczyńskiego. Początkowo działała jako organizacja podległa Związkowi Węglarzy Polskich, później, wskutek aresztowania części zarządu (wenty) przez policję, jako samodzielna organizacja. 
Do pierwszych władz organizacji należeli: Seweryn Goszczyński, Jerzy Bułharyn, Ignacy Kulczyński, Leon Zaleski. Kolejne władze organizacji to: Hugo Wiśniowski, Teofil Wiśniowski, L. Jabłonowski, Jan Prohaska.
W lipcu 1835 TPL weszło w skład Stowarzyszenia Ludu Polskiego.
Celem organizacji było stopniowe zbliżenie szlachty i ludu oraz uwłaszczenie włościan.

## Literatura
- Ryszard Sadaj, Kto był kim w Galicji, Kraków 1993, ISBN 83-7081-089-6.
- Stanisław Grodziski, W Królestwie Galicji i Lodomerii, Kraków 1976.